# Alexander Künzler

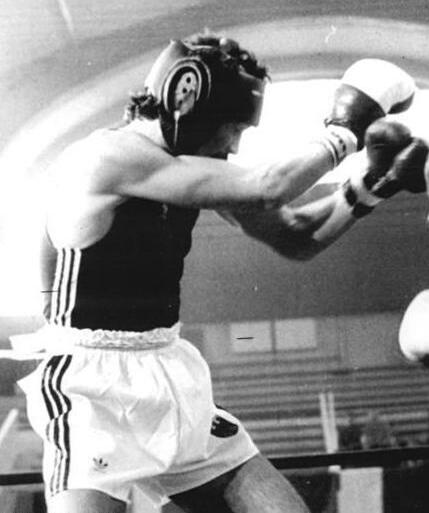
Alexander Künzler, 1986

Alexander Künzler (* 11. Juli 1962 in Pforzheim) ist ein ehemaliger deutscher Boxer. 

## Karriere
Künzler begann mit dem Boxen beim Club Boxring Blau-Weiss Pforzheim, wechselte 1984 zum Karlsruher SC und 1987 zum CSC Frankfurt, mit dem er 1988 und 1990 Deutscher Mannschaftsmeister in der Bundesliga werden konnte. Darüber hinaus war er achtfacher Deutscher Meister im Einzel; 1981–1982 im Halbweltergewicht, 1983–1987 im Weltergewicht, sowie 1989 im Halbmittelgewicht.
Seine größten internationalen Erfolge waren der Gewinn einer Bronzemedaille im Weltergewicht beim Weltcup 1983 in Rom, sowie das jeweilige Erreichen des Viertelfinales bei den Olympischen Spielen 1984 in Los Angeles, der Europameisterschaften 1985 in Budapest und 1987 in Turin, der Weltmeisterschaft 1986 in Reno (Nevada), sowie den Goodwill Games 1990 in Seattle.
Darüber hinaus war er Teilnehmer der Europameisterschaft 1983 in Warna (Vorrunde), der Olympischen Spiele 1988 in Seoul (2. Vorrunde) und der Weltmeisterschaft 1989 in Moskau (Vorrunde).
Nach 361 Kämpfen mit 285 Siegen beendete er seine Wettkampfkarriere und eröffnete im badischen Niefern-Öschelbronn das Box- und Fitnessstudio „Künzler Athletics“.